# Sparbarus lacustris
Sparbarus lacustris is een haft uit de familie Caenidae. De wetenschappelijke naam van de soort is voor het eerst geldig gepubliceerd in 1918 door Needham.
De soort komt voor in het Nearctisch gebied.